# Chiesa di San Basilio agli Orti Sallustiani
La chiesa di San Basilio agli Orti Sallustiani è un luogo di culto cattolico di rito bizantino in Roma. Essa si trova nel rione Trevi, in Via San Basilio vicino a Piazza Barberini.

## Storia

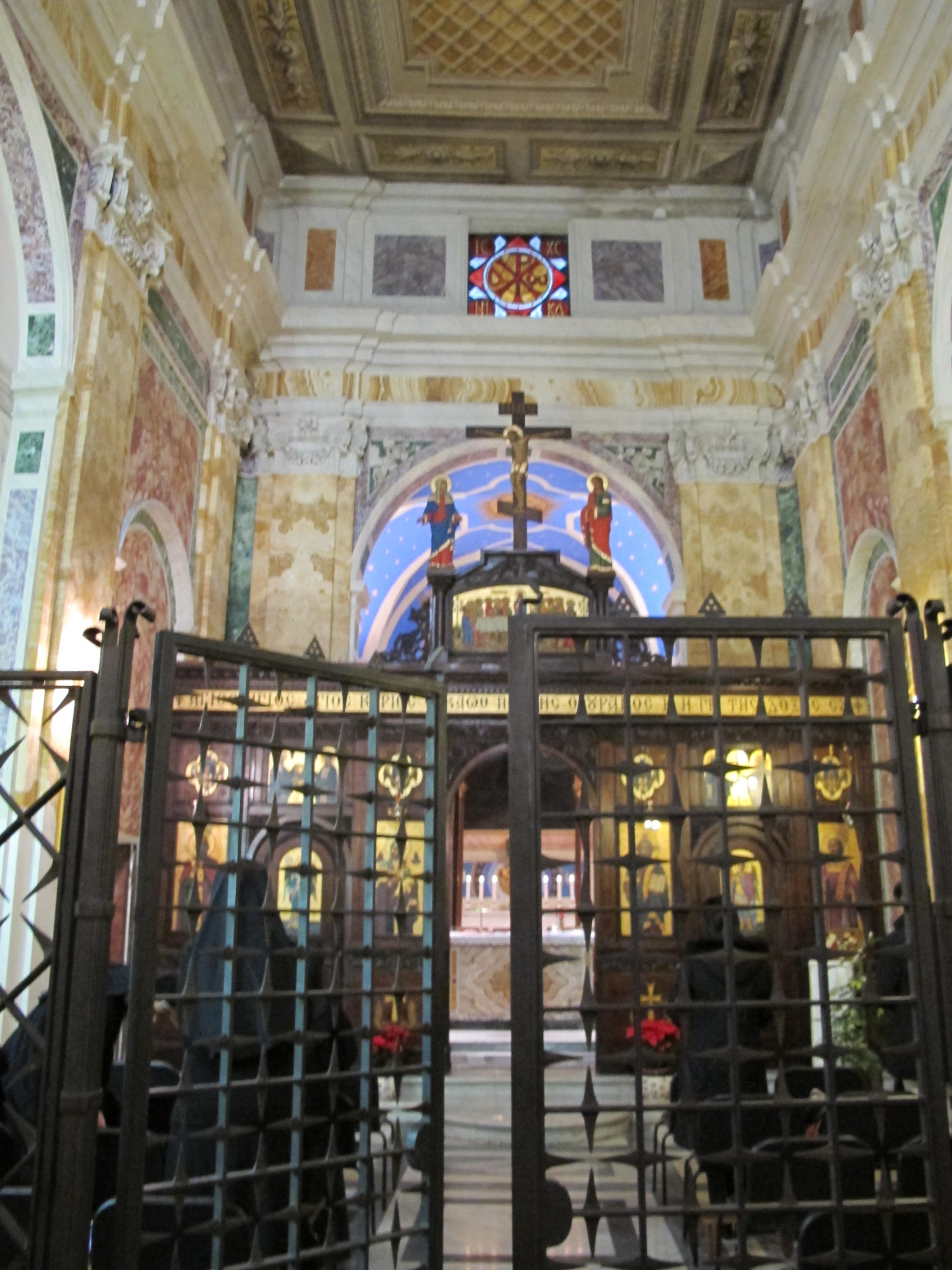
L'interno della chiesa

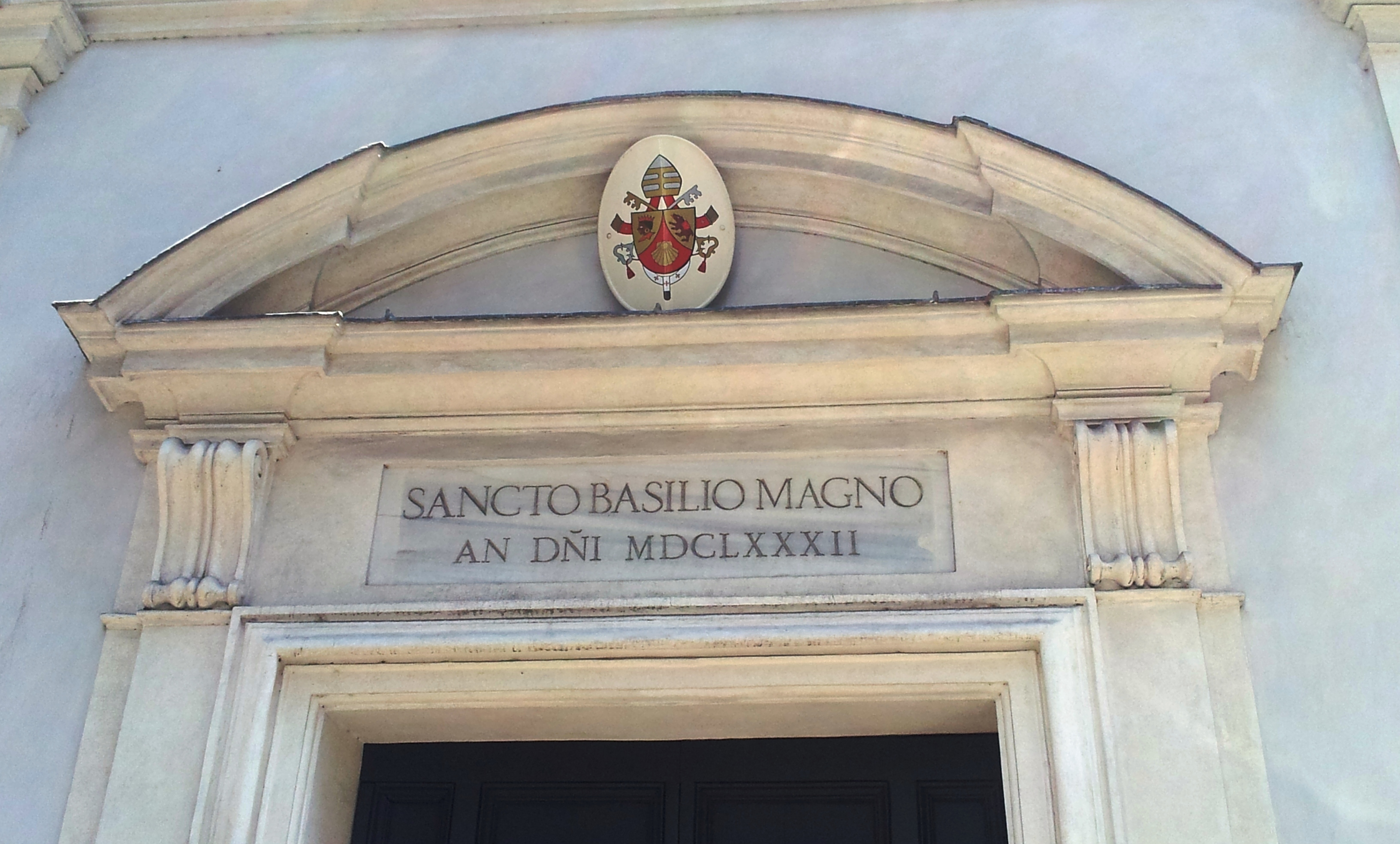
Stemma visibile sugli archi della Chiesa di San Basilio

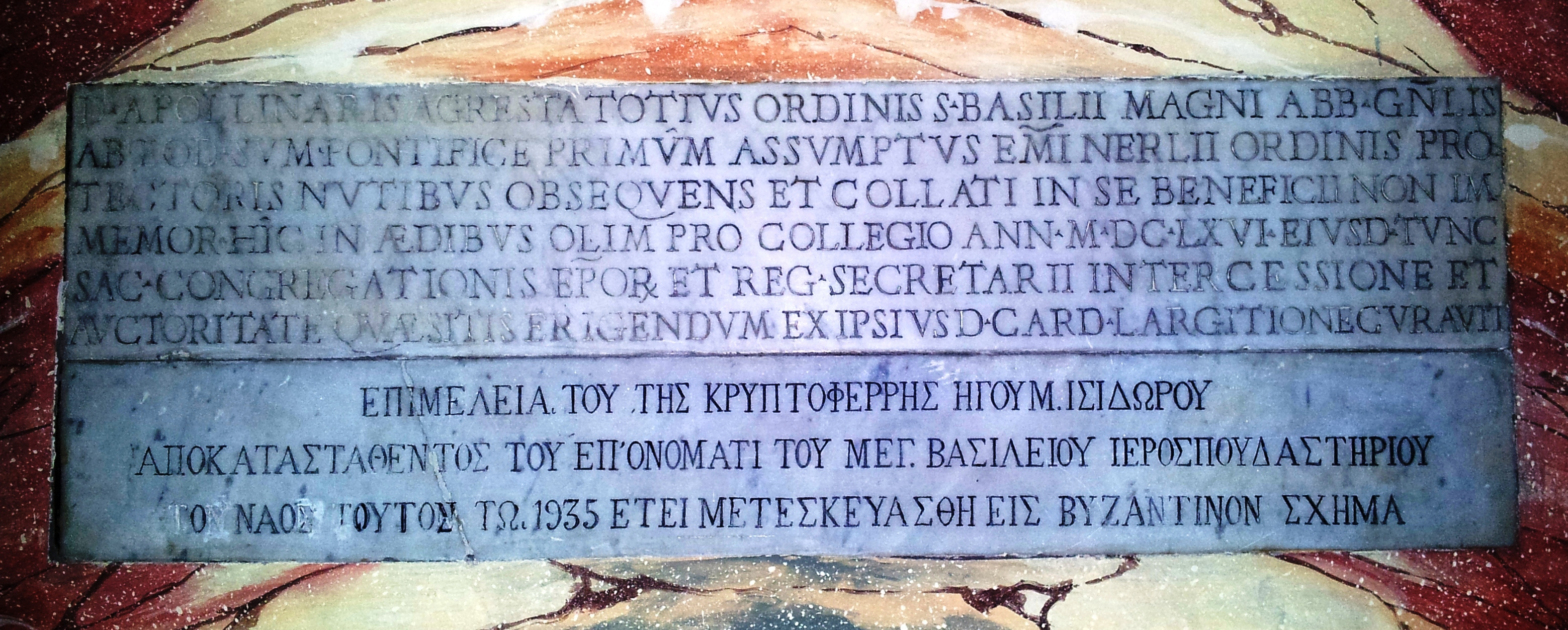
Lapide a conferma dell'edificazione della Chiesa di San Basilio voluta da Don Apollinare Agresta

La chiesa è dedicata a San Basilio, vescovo di Cesarea in Cappadocia, fondatore dell'ordine dei Basiliani. Fu fatta costruire dall'abate Generale dell'Ordine dei Basiliani d'Italia Don Apollinare Agresta (Apolemone Agreste), il cui stemma è visibile sugli archi della chiesa, all'interno una lapide marmorea a conferma della edificazione. Sebbene di stile barocco, l'interno della chiesa è tipicamente bizantino: l'altare è sovrastato da un  ciborio in leggio impreziosito da bellissime pitture, come è in legno anche l'iconostasi che separa la navata dal santuario.  Icone di manifattura greca e slava si trovano sia all'interno del santuario, sull'iconostasi che sulle pareti della navata. A separare la navata dal nartece, c'è una cancellata in ferro battuto. 
Vi è annesso un collegio bizantino prima dei monaci basiliani di Grottaferrata, che lo fecero restaurare nel 1682, come si legge nella iscrizione sulla porta d'entrata, ora in prossima apertura per i seminaristi dei Basiliani Salvatoriani del Santissimo Salvatore.
Nell'interno della chiesa vi sono alcune iscrizioni che ricordano monaci e prelati del collegio, fra cui soprattutto quella del cardinale Basilio Bessarione, abate commendatario del monastero di Grottaferrata e creato cardinale da Eugenio IV nel 1439.
La chiesa, appartenente al FEC,  oggi è tenuta dall'Ordine Basiliano del Santissimo Salvatore del Monte Libano, come pure il collegio annesso. I monaci vi celebrano la divina liturgia bizantina cattolica in arabo, greco e italiano.